# Live at the Apollo, Volume II
Live At The Apollo, Volume II é um álbum duplo ao vivo de 1968 de James Brown e The Famous Flames, gravado em  1967 no Apollo Theater em Harlem. É a segunda gravação no famoso teatro, seguindo o sucesso de 1963, Live at the Apollo. É melhor conhecido pelo longo medley de "Let Yourself Go", "There Was a Time" e "I Feel All Right", seguido por "Cold Sweat", que documenta o surgimento do estilo funk de Brown. Atingiu o número 32 da Billboard albums. O crítico musical Robert Christgau inclui o álbum em sua "biblioteca musical básica" dos anos 1950 e dos 1960.
No álbum original de 1968 e na edição em CD de 1987 as performances foram editadas para acomodar a gravação. Uma gravação mais completa do que foi captado durante as apresentações foi remasterizada e lançada em 2 CDs na Deluxe Edition em 2001.

## Faixas
As durações das faixas estão listadas conforme suas edições em CD; o LP original de 1967 não é indexado.

### Edição original de 1968
Lado 1
1. Introduction – 0:32
2. "Think" – 2:54
3. "I Wanna Be Around" – 3:09
4. James Brown Thanks – 1:11
5. "That's Life" – 4:05
6. "Kansas City" – 4:49

Lado 2
1. Medley – 14:54:
  - "Let Yourself Go"
  - "There Was a Time"
  - "I Feel All Right"
2. "Cold Sweat" – 4:43

Lado 3
1. "It May Be the Last Time" – 3:06
2. "I Got You (I Feel Good)" – 0:38
3. "Prisoner of Love" – 7:25
4. "Out of Sight" – 0:26
5. "Try Me" – 2:54
6. "Bring It Up (Hipster's Avenue)" – 4:38 (inclui introdução de Famous Flames Bobby Byrd & Bobby Bennett)

Lado 4
1. "It's a Man's Man's Man's World" – 11:16
2. "Lost Someone (Medley)" – 6:21
3. "Please, Please, Please" – 2:44